# 高山インターチェンジ (岐阜県)
高山インターチェンジ（たかやまインターチェンジ）は、岐阜県高山市にある中部縦貫自動車道（高山清見道路）のインターチェンジ (IC) である。高山国府バイパス（自動車専用道路）とのジャンクションの機能も持つ。

## 沿革
高山市上切町の本線上において2007年（平成19年）9月29日午前に完成式典が行われた。一般車は同日午後2時から通行可能となった。
2013年（平成25年）9月22日に、高山国府バイパスの当IC - 高山市国府町金桶間の開通に伴い、当ICが正式なランプウェイ構造となった。
当IC - 丹生川ICの建設は2013年（平成25年）から行われており、その一環として2019年（令和元年）9月24日から9月26日にかけて全長155 m（メートル）の「高山IC橋」が横河ブリッジ施工のもと作業員23人がかりで架設された。

### 年表
- 2007年（平成19年）9月29日 : 高山IC - 高山西IC間開通に伴い供用開始[5]。
- 2013年（平成25年）9月22日 : 高山国府バイパス・高山IC - 高山市国府町金桶間開通に伴い、正式なランプウェイ構造になる[1][2]。
- 未定 : 丹生川IC - 高山IC間開通予定。

## 周辺
当ICの北側には三枝城跡があり、1997年（平成9年）と2006年（平成18年）に高山市と岐阜県文化財保護センターにより調査が行われた。
- 高山市立三枝小学校
- 高山市民プール
- 高山市公設地方卸売市場

## 隣
E67 中部縦貫自動車道（高山清見道路）
丹生川IC（事業中） - 高山IC - 高山西IC
高山国府バイパス
上切IC - 高山IC - 金桶橋西交差点